# Hlas nože
Hlas nože (The Knife of Never Letting Go) je první díl sci-fi dystopické knižní série Trilogie Chaos od amerického spisovatele Patricka Nesse. Knížku vydalo v roce 2008 britské nakladatelství Walker Books a o tři roky později vydala Jota český překlad.

## Děj
Na kolonizované planetě pojmenované Nový svět je malé městečko Prentisstown, které jako jediné přežilo válku s původními obyvateli planety, Sándráky. Ti na lidi během války vypustili viry, které pozabíjely všechny ženy a zapříčinily, že všichni muži a zvířata na planetě mají svůj Hluk, což jsou jejich myšlenky, které jsou volně slyšitelné. Poté, co Sádráci vypustili svoje viry se je lidem v čele se starostou Prentissem podařilo porazit a navždy vyhubit. Do toho se narodil Todd Hewitt, kterému momentálně chybí jeden měsíc do doby, než se nestane mužem. Mužem se v Novém světě, kde má rok třináct měsíců, stává kluk ve svých třinácti letech. Jednou Todd se svým psem Mancheem v močále narazí na záhadné ticho v Hluku, které se pokouší pronásledovat, ale to mu uteče. Vrací se proto na farmu ke svým adoptivním rodičům Benovi a Cillianovi, kam si pro něj přijde Davy Prentiss mladší, syn starosty Prenstisstownu. Ten má za úkol Todda přivést ke starostovi. Cillian Davyho odzbrojí a Ben zmateného Todda s Mancheem dovede k močálu a dá mu mapu k dalším osadám a deník jeho matky. Poté se Ben vrací zpátky na farmu pomoci Cillianovi zdržet starostovi muže. Todd, pro kterého je vývoj událostí nanejvíc překvapující vchází do močálu, kde zjišťuje, co je ono ticho zač. Místo Sádráka, kterého Todd očekával, ovšem narazí na dívku přibližně v jeho věku.
Spolu s Toddem ovšem dívku najde i Aaron, zlý kněz z Prentisstownu, který se oba pokusí zabít. Toddovi se podaří Aarona omráčit a spolu s dívkou mu utečou. Přestože dívka s Toddem nemluví, Todd podle vraku vesmírné lodi a dvou mrtvých těl pochopí, že dívka je z průzkumné lodi nových osadníků, kteří přilétávají na planetu. Při přistání se ovšem něco poškodilo, rodiče dívky havárii nepřežili a tak tu dívka zůstala sama na zcela neznámé planetě. Při cestě do další osady začnou oba pronásledovat starostovi muži na koních. Todd s dívkou stihnou přeběhnou most, který dívka podpálí a tím je oba zachrání. Poté mu konečně řekne, že se jmenuje Viola Eadová. Společně pokračují do nejbližší osady jménem Farbanche. Tam se dozvídají o osadě Haven, kde by, jak Viola doufá, měli mít komunikační zařízení, pomocí kterého by mohla varovat svojí loď, která do Nového světa přiletí za sedm měsíců. Také zjistí, že ženy jsou před virem Hluku imunní. Na Farbanche krátce po příchodu Violy a Todda zaútočí armáda z Prentisstownu, čítající přibližně 150 mužů a Farbanche zničí. Toddovi se s Violou a Mancheem podaří znovu uprchnout a vydávají se do Havenu, který by jako jediný mohl porazit Prentisstown.
Při cestě do Havenu je dožene Davy Prentiss mladší, kterého Viola omráčí elektrickým šokem a sváže ho. Todd chce Davyho zabít, ale Viola ho od toho odradí, protože by pak udělal přesně to, co starosta Prentiss chce. Stal by se vrahem. Todd Violu poslechne a společně s Mancheem se vydávají dál k Havenu. Další den narazí na přeživšího Sádráka. V Toddovi se vzbudí hněv, začne se Sádrákem bojovat a zabije ho. Poté se objeví Aaron, který Todda omráčí ránou do hlavy, bodne mu přes ruksak nůž do zad a unese Violu. Po nějaké době se Todd probouzí a zjišťuje, že smrtelnou ránu nožem zastavil deník jeho matky, který ležel v ruksaku. I přes těžkou bolest hlavy a horečku najde Aarona s Violou a pokusí se ji zachránit. Manchee odvede Aaronovu pozornost a Todd spolu s Violou utečou do loďky. Mancheeho ovšem chytí Aaron a protože už nemůže zastavit ani Todda ani Violu, tak mu zlomí vaz. Todd poté omdlívá a probouzí se až za pět dní v osadě Carbonel Downs, kde ho doktor Snow vyléčil z horečky. U řeky pak Todd s Violou potkávají Bena, kterému se podařilo uniknout před starostovými muži. Bena najdou ovšem i obyvatelé Carbonel Downs, kteří ho jako jednoho z obyvatel Prentisstownu chtějí zabít. Díky útočící prentisstownské armádě nechají ovšem Bena být a ten spolu s Toddem a Violou utíká. Večer se poté zastaví na hřbitově, kde Ben řekne Toddovi a Viole pravdu o historii Nového světa a Prentisstownu.
Virus Hluku nevypustili Sádráci, jak se tvrdilo v Prentisstownu, ale byl na planetě odjakživa. Osadníci z toho ovšem začali Sádráky obviňovat a rozpoutali válku, ve které Sádráci neměli šanci a spousta jich byla zabita. V Prentisstownu ovšem po válce zabili i všechny ženy z města, protože ty neměly Hluk, který na ženy nepůsobí. Spolu se ženami byli zabiti a muži, kteří se je pokoušeli bránit. Poté byl v celém Novém světě vydán zákon, který zakazuje mužům z Prentisstownu opustit město. V případě, že zákon poruší, budou popraveni. Starosta Prentiss mezitím připravoval plán na dobytí celého Nového světa, pro který se mu podařilo svoji stranu získat skoro všechny muže z Prentisstownu. Se začátkem útoku se čekalo už pouze na to, než Todd dovrší třinácti let, stane se mužem a připojí se k armádě. To se ovšem nestalo a proto Todda pronásleduje armáda.
Poté, co Ben poví Toddovi a Viole pravdu o Prentisstownu, se na cestě poblíž hřbitova objeví Davy Prentiss mladší. Ben se vydává ho zdržet a Todd s Violou pokračují do Havenu, ke kterému dorazí po dvou dnech. Těsně před Havemen je dožene Aaron, před kterým se schovají v jeskyni. V ní je ovšem Aaron najde a začne s Toddem bojovat, ten ho ale poráží a chystá se ho zabít. Na poslední chvíli mu ale nůž sebere Viola a Aarona zabije sama, přestože se jí v tom snaží Todd zabránit. Těsně před Havenem je pak Viola z dálky postřelena Davy Prentissem mladším. Todd rychle nese umírající Violu do Havenu, kde by jí mohli zachránit, ale místo pomoci nachází starostu Prentisse. Ten mu sdělí, že se Haven vzdal bez boje a on se stal prezidentem Nového světa.

## Ocenění
Knížka získala v roce 2008 ocenění Booktrust Teenage Prize, Guardian Children's Fiction Prize a James Tiptree Jr. Award.